# 张贤亮
张贤亮（1936年12月—2014年9月27日），男，江苏盱眙人，生於南京，中国作家、企業家。第六、七、八、九、十届全國政協委員。

## 生平
张贤亮的父亲曾留学美国，后为国民政府官員。
1936年12月张贤亮出生于南京。1937年12月，日军攻占南京前夕，随家人逃离，幸免于难。
1949年，张贤亮的父亲作為國民黨官員，被監禁並死于狱中。
1954年，18岁的张贤亮从北京的高中肄业，前往宁夏贺兰县插队劳动，不久任宁夏省委干部文化学校教员。张贤亮14歲開始文學創作；1957年因在《延河》文學月刊上發表長詩《大風歌》而被打為右派，接受劳改、管制、監禁達22年，其間曾外逃流浪，1979年9月獲平反。
1980年任宁夏《朔方》文學雜誌編輯，同年加入中國作家協會並重新執筆；曾任宁夏回族自治区文联主席；1992年在寧夏銀川市郊創辦鎮北堡西部影城，曾為其董事長。並任六屆政協全國委員會委員。在1980年代的中国文坛，张贤亮率先突破了若干禁区，例如描写性的《男人的一半是女人》。
2014年9月27日，张贤亮因病医治无效在银川去世。

## 代表作
1. 长诗《大风》 1957年
2. 短篇小说《邢老汉和狗的故事》
3. 短篇小说《灵与肉》
4. 短篇小说《肖尔布拉克》
5. 短篇小说《初吻》
6. 中篇小说《土牢情话》
7. 中篇小说《龙种》
8. 中篇小说《河的子孙》
9. 中篇小说《绿化树》
10. 中篇小说《浪漫的黑炮》
11. 中篇小说《男人的一半是女人》
12. 长篇小说《男人的风格》
13. 长篇小说《习惯死亡》
14. 中短篇集《灵与肉》
15. 中短篇集《感情的历程》
16. 中篇选集《张贤亮集》

## 外部連結
- 張賢亮簡介 （页面存档备份，存于），鎮北堡西部影城官網
- 張賢亮專訪：我一直在写一部立体散文 （页面存档备份，存于），现代生活报2006年8月7日
- 夏志清：〈张贤亮：作者与男主人公 （页面存档备份，存于）〉。